# РК Србац
Рукометни клуб Србац је рукометни клуб из Српца који је основан  1974. године и такмичи се у Првој рукометној лиги РС. Тренутно окупља више од 30 играча различитог узраста. Поред мушке постоји такође и женска екипа-ЖРК Србац, која се  такмичи у Првој рукометној лиги РС за жене.

## Састав у сезони 2012/13.
| Број | Име и презиме   | Позиција    |
| 1    | Данко Игњатић   | голман      |
| 2    | Игор Малешевић  | голман      |
| 3    | Милован Басурић | десни бек   |
| 4    | Раде Гаврановић | пивот       |
| 5    | Саша Добрњац    | лево крило  |
| 6    | Лазар Дабић     | пивот       |
| 7    | Никола Петковић | лево крило  |
| 8    | Никола Ракић    | леви бек    |
| 9    | Ђорђе Ђурић     | десно крило |
| 10   | Игор Мачковић   | средњи бек  |
| 11   | Борис Новаковић | лијеви бек  |
| 13   | Милан Ђурић     | десно крило |
| 14   | Владимир Ракић  | лијеви бек  |